# Svartafoss
Der Svartafoss (färöisch Svartifossur) ist ein kleiner Wasserfall, der etwa zwei Kilometer nördlich der Altstadt von Tórshavn im Tal Hoydalar auf den Färöer liegt.
Der Wasserfall speist sich aus dem Bach Hoydalsá und mündet in eine beckenartige Gumpe. Am Fuß des Wasserfalls führt eine Fußgängerbrücke über den Bach Hoydalsá. Der Wasserfall ist ausschließlich zu Fuß zu erreichen und liegt etwa 270 Meter von der Bushaltestelle Vegurin Langi/Flatarvegur entfernt. Sowohl das Nationalmuseum als auch das Freilandmuseum sind vom Wasserfall aus fußläufig zu erreichen.

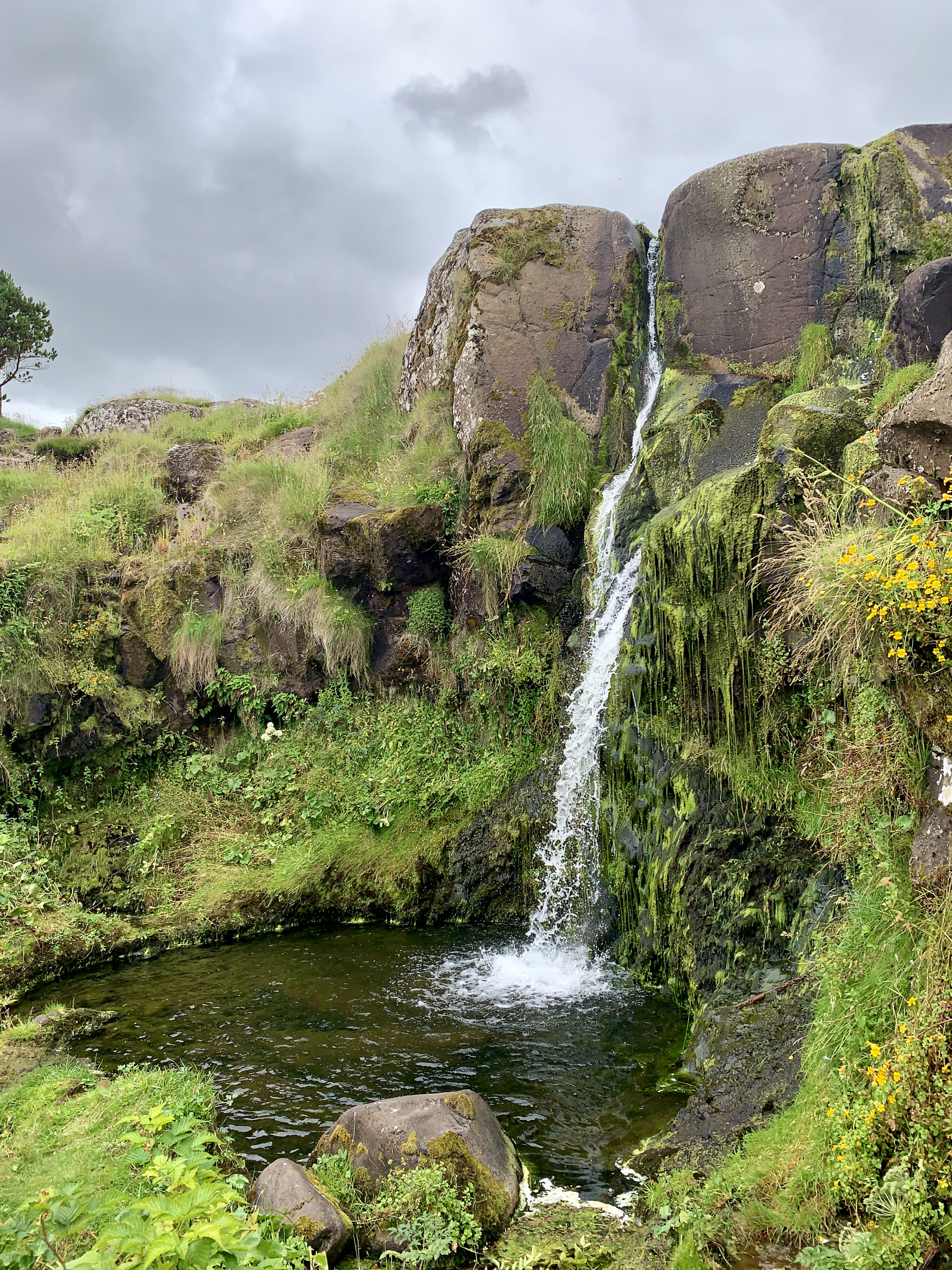
Blick auf den Wasserfall Svartafoss, August 2019

Die färöische Bezeichnung Svartifossur lässt sich als schwarzer Wasserfall übersetzen. Wenn sich im Sommer nach langer Trockenheit nur wenig Wasser im Bach und im Wasserfall befindet, wird die schwarze Felswand des Wasserfalls sichtbar – daraus leitet sich der Name Svartifossur ab. Im direkten Umfeld des Wasserfalls liegt die Ruine eines alten Schafstalls.
Der Stadtrat von Tórshavn hat das Gebiet um den Wasserfall und Hoydalar als Naturschutzgebiet ausgerufen. Zudem wurden Wege gebaut, die durch das Naturschutzgebiet führen.

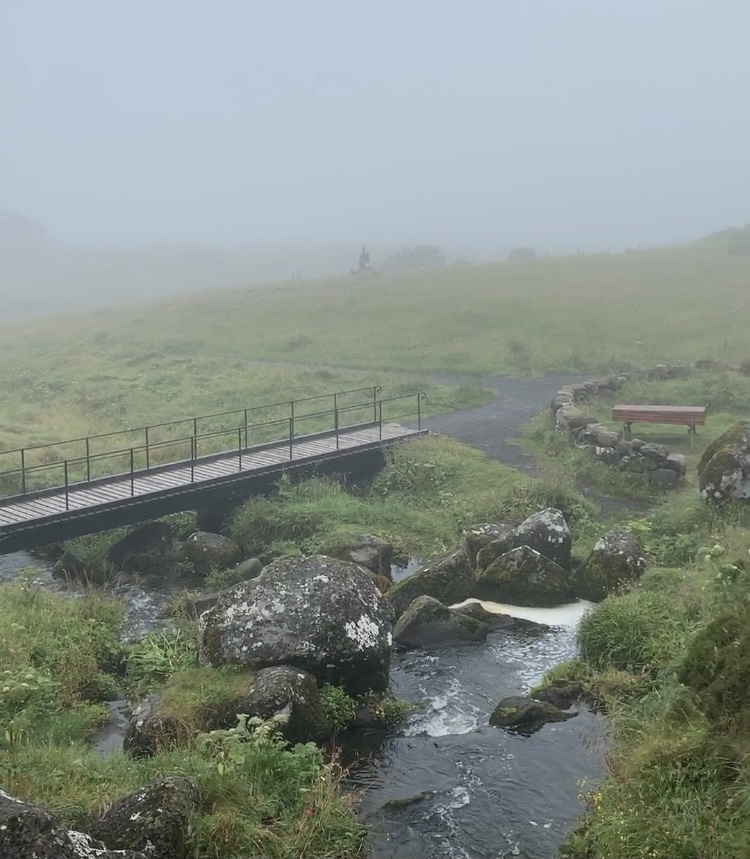
Fußgängerbrücke über den Bach Hoydalsá, vom Wasserfall August 2019
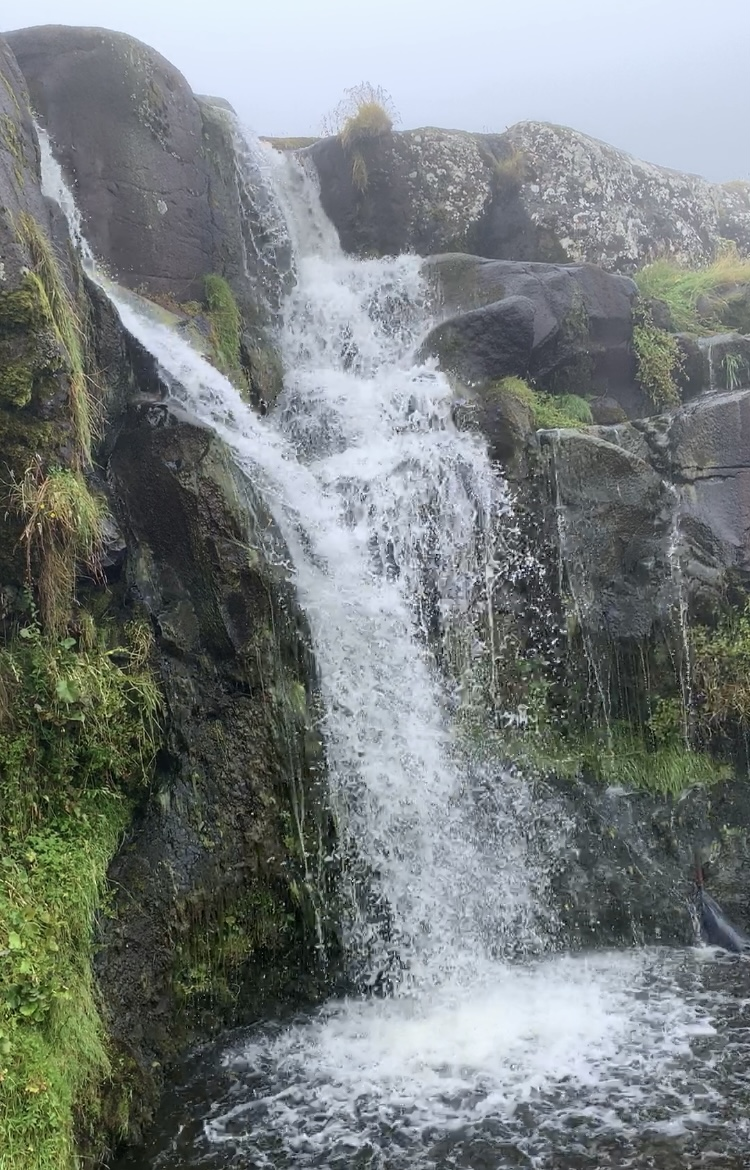
Blick auf den Wasserfall, August 2019
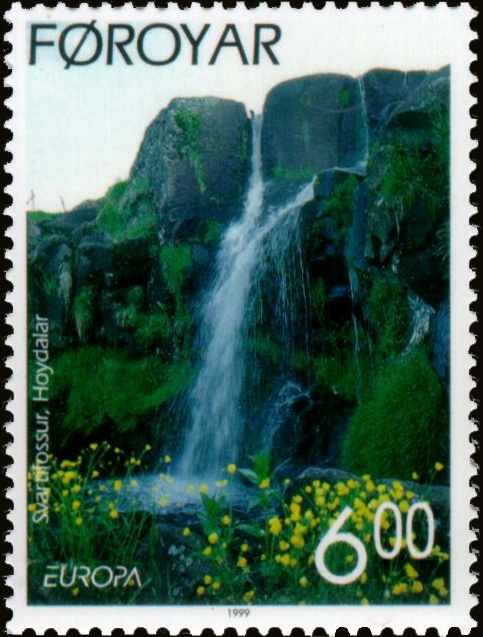
Eine färöische Briefmarke zeigt den Svartafoss